# Resolução 152 do Conselho de Segurança das Nações Unidas
Resolução 152 do Conselho de Segurança das Nações Unidas, foi aprovada em 23 de agosto de 1960, após análise do pedido da República do Congo para ser membro da Organização das Nações Unidas, o Conselho recomendou à Assembleia Geral que a República do Congo deve ser admitido.
Foi aprovada por unanimidade.